# Краста
Крастата (скабиес) е заразна болест на кожата, причинена от вид паразитен акар (Sarcoptes scabiei), който живее и снася яйца в роговия слой на кожата. Заразяването става чрез пряк контакт с болен от краста или чрез употреба на заразено бельо.

## При човека
Болестта се характеризира с типично разположени възелчета (по пръстите на ръцете, китките, корема, седалището, колената, глезените и др.) и силен сърбеж, особено през нощта. При силно заразяване, предимно по пръстите, се наблюдават характерните каналчета с черна точка в края, която всъщност е акарът. Лицето и окосмената част на главата се засягат рядко. Заболяването често се усложнява с гнойни инфекции. Заразата се причинява главно от женския акар, който веднъж оплоден и попаднал върху кожата започва да копае подкожни канали (достигащи до 2 – 3 см хоризонтално) и да снася яйцата си в тях. На ден акарът снася между 1 и 4 яйца, а животът му в тялото продължава около месец. Не всички от тези яйца се излюпват и не всички новоизлюпени акари оцеляват. Мъжките по правило са по-миниатюрни от женските и умират малко след копулацията. Те не копаят канали, а се движат по горната част на кожата в търсене на женска, здраво закрепени с техните вендузи и защитени от падане.

## При животните
Крастата у животните засяга кучета, котки, коне, едър рогат добитък, свине, овце, кокошки, гъски, гълъби и някои диви животни. Причинява се от различни видове кърлежи. Кожата се покрива с кори, козината и перата опадват, животните страдат от сърбеж, малокръвие, понякога настъпва смърт от изтощение. Важно е да се знае, че човек не може да се зарази от животно с краста, защото акарът е друг вид. Животинските акари могат временно обаче да „хапят“ човека, като след това напускат, поради неспособността си да се размножават върху човешка кожа.

## Лечение
Лечението се извършва с препарати, които се нанасят по кожата – перметрин, бензил-бензоат, линдан или орално, с таблетки съдържащи антипаразитното вещество ивермектин. Най-ефикасна е комбинацията от перметрин и ивермектин, повторена няколко пъти, води до пълно излекуване в рамките на няколко седмици. Нужно е изпиране на всички дрехи с гореща (над 60 °C вода) и третиране с лекарство, на всички имали контакт със заразения. При невъзможност за пране на дрехите, те се затварят в найлонови торби и не се обличат в продължение на два месеца. Извън тялото акарът е активен няколко дни, но за по-дълго време изпада в летаргия, като след нов контакт с тялото се активира и може да заразява отново. Високата температура и сухият въздух също допринасят за неговата по-бърза смърт, а влагата и температура под 15 °C, са благоприятни за акара.